# 若穗站
若穗站（日语：／ Wakaho eki */?）是位於長野縣長野市若穗綿內，長野電鐵的屋代線車站（廢站）。在2012年4月1日，隨著屋代線廢線，此站也被廢除。此站的車站編號為Y10。

## 歷史
此站位於若穗地區內，若穗是「綿內」、「川田」、「保科」合成的町名。車站啟用時位於上高井郡若穗町。在3個月後的1966年10月1日編入長野市。
- 1966年（昭和41年）7月1日 - 長野電鐵河東線車站啟用[1]。
- 2002年（平成14年）9月18日 - 路線名稱改為屋代線。
- 2012年（平成24年）4月1日 - 屋代線廢除，此站也被廢除[1]。

## 車站構造
截至車站廢除前，車站是一座地面車站，設有1面1線的單式月台。在廢站前，此站是無人車站。

## 車站周邊
- 上信越自動車道
- 長野市政廳（日语：長野市役所）若穗分所[1]
- 長野松代綜合醫院（日语：長野松代総合病院）附屬若穗醫院[1]
- 長野市消防局（日语：長野市消防局）松代消防署若穗分署
- 國道403號（日语：国道403号）
- 北野美術館（日语：北野美術館）[1]
- 長野市立若穗中學（日语：長野市立若穂中学校）

## 使用狀況
以下為一年總乘車人次和1日平均乘車人次列表：
- 2006年度　2,827人 ： 8人/日
- 2007年度　3,737人 ： 10人/日
- 2008年度　2,520人 ： 7人/日
- 2009年度　2,289人 ： 6人/日
- 2010年度　1,747人 ： 5人/日

## 相鄰車站
長野電鐵
■屋代線
信濃川田（Y9）－若穗（Y10）－綿內（Y11）

## 注腳
1. 1 2 3 4 5 6 7 8 9 10 11 12 13 14  信濃毎日新聞社出版部. . 信濃毎日新聞社. 2011-07-24: 300. ISBN 9784784071647 （日语）.
2. ↑  長野市統計書